# Mathias Schmoeckel
Mathias Schmoeckel (* 7. Juni 1963 in Flensburg) ist ein deutscher Rechtswissenschaftler und Hochschullehrer an der Rheinischen Friedrich-Wilhelms-Universität Bonn.

## Leben
Zunächst studierte Schmoeckel ab 1983 Kunstgeschichte an der Universität Bonn, später wechselte er zu den Rechtswissenschaften nach München. Ein akademisches Auslandsjahr verbrachte an der Universität in Genf. Sein Studium schloss Schmoeckel 1989 mit dem Ersten Juristischen Staatsexamen ab, 1993 folgte sein Zweites Juristisches Staatsexamen. Noch im selben Jahr wurde er in München bei Hermann Nehlsen mit der Arbeit Die Großraumtheorie. Ein Beitrag zur Geschichte der Völkerrechtswissenschaft im Dritten Reich, insbesondere der Kriegszeit promoviert. Von 1993 bis 1999 war er als Hochschulassistent am Institut für Deutsche und Bayerische Rechtsgeschichte der Universität München tätig. 1999 folgte die Habilitation mit der Schrift Humanität und Staatsraison. Die Abschaffung der Folter in Europa und die Entwicklung des gemeinen Strafprozeß- und Beweisrechts seit dem hohen Mittelalter. Nach Rufen mehrerer Universitäten wurde er am 1. Juni 1999 zum Professor für Deutsche und Rheinische Rechtsgeschichte an der Rheinischen Friedrich-Wilhelms-Universität ernannt. Von Oktober 2003 bis Oktober 2004 fungierte Schmoeckel als Dekan der Rechts- und Staatswissenschaftlichen Fakultät Bonn. Seit dem 1. Januar 2006 ist Schmoeckel außerdem noch geschäftsführender Direktor des Rheinischen Instituts für Notarrecht. Schmoeckel ist unter anderem Vorstandsmitglied des Rheinischen Vereins für Rechtsgeschichte. Er ist Mitglied der Vereinigung für Verfassungsgeschichte. 2019 wurde ihm die Sarton-Medaille der Universität Gent verliehen.

## Schriften (Auswahl)
- Die Großraumtheorie. Ein Beitrag zur Geschichte der Völkerrechtswissenschaft im Dritten Reich, insbesondere der Kriegszeit (= Schriften zum Völkerrecht, 112), Duncker & Humblot, Berlin 1994.
- Humanität und Staatsraison. Die Abschaffung der Folter in Europa und die Entwicklung des gemeinen Strafprozeß- und Beweisrechts seit dem hohen Mittelalter (= Norm und Struktur, 114), Böhlau, Köln / Weimar / Wien 2000.
- mit Werner Schubert (Hrsg.): Handbuch zur Geschichte des Notariats der europäischen Traditionen. Nomos, Baden-Baden 2009.
- Das Recht der Reformation. Mohr Siebeck, Tübingen 2014, ISBN 978-3-16-152868-2.
- Erbrecht, 6. Auflage, Nomos, Baden-Baden 2021, ISBN 978-3-8487-6241-5.
- Kanonisches Recht. Geschichte und Inhalt des Corpus iuris canonici. Ein Studienbuch. Beck, München 2020, ISBN 978-3-406-74910-0.
- Grundfragen des evangelischen Kirchenrechts. Mohr Siebeck, Tübingen 2023, ISBN 978-3-16-162018-8.
- Das Recht der Reformation in Frankreich und die Vollendung des modernen Staates. Mohr Siebeck, Tübingen 2024, ISBN 978-3-16-163298-3.